# Anthony Idiata
Anthony Idiata (né le 5 janvier 1975) est un athlète nigérian, spécialiste du saut en hauteur. 

## Biographie
Anthony Idiata détient le record d'Afrique en salle du saut en hauteur, avec 2,32 m réalisé à Patras en 2000.

### Palmarès
| Date | Compétition            | Lieu         | Résultat | Performance |
| ---- | ---------------------- | ------------ | -------- | ----------- |
| 1995 | Jeux africains         | Harare       | 2e       | 2,19 m      |
| 1996 | Championnats d'Afrique | Yaoundé      | 2e       | 2,16 m      |
| 1999 | Jeux africains         | Johannesburg | 1er      | 2,27 m      |

### Records
| Épreuve         | Épreuve      | Performance | Lieu                | Date                               |
| --------------- | ------------ | ----------- | ------------------- | ---------------------------------- |
| Saut en hauteur | En plein air | 2,27 m      | Rhodes Johannesburg | 9 septembre 1998 18 septembre 1999 |
| Saut en hauteur | En salle     | 2,32 m      | Patras              | 15 février 2000                    |